# Xã Nokay Lake, Quận Crow Wing, Minnesota
Xã Nokay Lake (tiếng Anh: Nokay Lake Township) là một xã thuộc quận Crow Wing, tiểu bang Minnesota, Hoa Kỳ. Năm 2010, dân số của xã này là 830 người.